# Теледам
Теледам е древногръцки герой. Син на син на Касандра и Агамемнон. Заедно с брат си близнак Пелопс е убит в млада възраст от Егист, който узурпирайки престола на Микена, иска да се отърве от цялото семейство на Агамемнон. Погребан е в руините на Микена заедно с баща си и близнака си.
Павзаний е единственият древногръцки автор упоменал, че Агамемнон и Касандра имат деца.